# Pancorius wangdicus
Pancorius wangdicus är en spindelart som beskrevs av Zabka 1990. Pancorius wangdicus ingår i släktet Pancorius och familjen hoppspindlar. Inga underarter finns listade i Catalogue of Life.